# Sagam
Sagam o Sagem (acrònim de Front Popular Democràtic d'Alliberament d'Eritrea/People's Democratic Front for the Liberation of Eritrea) és un grup marxista d'oposició d'Eritrea que opera a l'interior, a la regió de Karen, durant el que va de segle. El seu dirigent és Twelde Gebre Selassie. Va formar part de l'Aliança Democràtica Eritrea el 2006, però no figura entre els integrants de l'organització el 2008. El 2012 va fer aliança amb el govern.